# Ringstedt
Ringstedt község Németországban, Alsó-Szászországban, a Cuxhaveni járásban. 